# Pilosella cymosiformis
Pilosella cymosiformis — вид рослин з родини айстрових (Asteraceae), поширений у Європі, Туреччині, Грузії, Азербайджані, Вірменії.

## Поширення
Поширений у Європі, Туреччині, Грузії, Азербайджані, Вірменії.